# Herinneringskruis 1940-1945 van het Nederlandse Rode Kruis
Het Herinneringskruis 1940-1945 van het Nederlandse Rode Kruis is de opvolger van het in 1942 ingestelde Herinneringskruis 1939-1940 van het Nederlandse Rode Kruis.
Het kruis is een particuliere onderscheiding en werd op 31 maart 1950 ingesteld door het Hoofdbestuur van het Nederlandse Rode Kruis.
 Het werd toegekend aan vrijwilligers en medewerkers van het Nederlandse Rode Kruis "als bewijs van erkentelijkheid voor het Rode Kruiswerk, dan wel in de Rode Kruisgeest verricht werk", tijdens de Duitse bezetting en de daaropvolgende periode van wederopbouw in Nederland en de toenmalige Nederlandse koloniën in Azië tot aan de Soevereiniteitsoverdracht. Voor het aldaar verrichte werk "voor of in de geest van het Rode Kruis" werd in 1950 een gesp met het opschrift "INDONESIË 1945-1950" ingesteld.
In de bijbehorende oorkonde staat dat het kruis als bewijs van "grote erkentelijkheid" voor "werk ten tijde van de bezetting, de bevrijdingsstrijd als (daar had in het diploma "en" moeten staan) gedurende de eerste periode van herbouw van het Vaderland, hier en overzee" werd verleend.
Er zijn volgens opgave van Henny Meijer ongeveer 10.700 herinneringskruisen uitgereikt, waarvan ongeveer 1.200 met gesp.

## Het versiersel
Het kruis is een 41 millimeter breed vierarmig metalen kruis. De armen zijn rood geëmailleerd. In het midden van het kruis is een rond medaillon uitgespaard waarop de jaartallen "1940" en "1945" te lezen zijn binnen het randschrift "HET NEDERLANDSCHE ROODE KRUIS". Achter het kruis ligt een witmetalen krans.
Deze onderscheiding is, geheel in de geest van de wederopbouw, zeer sober, men kan het ook pover noemen, uitgevoerd. Werd het "Herinneringskruis 1939-1940 nog in zilver geslagen, hier is sprake van een goedkope en daarom vlekkerige legering van onedele metalen. Het email is dof en het kruis is uit één stuk metaal gestanst.
De keerzijde is vlak en toont alleen aan de onderzijde in kleine letters de naam van de fabrikant "KON.-BEGEER / VOORSCHOTEN".
Het lint is, zoals bij Nederlandse onderscheidingen gebruikelijk is, 38 millimeter breed. Het zijden lint is rood met aan weerszijden een brede witte baan. Wanneer op een uniform een baton wordt gedragen, dan wordt hierop, in het geval van de gesp, een zilveren gespje met opschrift gedragen (directie publicatie nr. 120892 van 31 mei 1950).
De legerleiding heeft een collectieve toestemming gegeven en zoals een aantal van de Onderscheidingen van het Nederlandse Rode Kruis mag ook dit kruis door militairen op hun uniformen worden gedragen. Voor burgers is er geen knoopsgatversiering voorzien maar zij dragen desgewenst op hun rokkostuum een miniatuur van de onderscheiding.

## De legerorder
Ministeriële Kennisgeving

van 31 mei 1950, Staf van de Adjudant-Generaal,

Afdeling A 1, Nr. 120892
Herinneringskruis 1940-1945 van het Nederlandse Rode Kruis
Het Hoofdbestuur van het Nederlandse Rode Kruis heeft ingesteld het "Herinneringskruis 1940-1945 van het Nederlandsche Roode Kruis".

Dit herinneringskruis wordt verleend aan al diegenen, die gedurende het tijdvak nà 9 mei 1940 en vóór 3 september 1945, of gedurende een gedeelte van dat tijdvak, daadwerkelijk in enige functie hebben dienstgedaan bij het Nederlandse Rode Kruis hier te lande, in Indonesië of in de Overzeese Rijksdelen en die aan bepaalde, door voornoemd Hoofdbestuur te stellen voorwaarden voldoen.
Het herinneringskruis kan tevens worden toegekend aan personen die, hoewel niet in dienstverband geweest zijnde, in bedoeld tijdvak in typisch Rode Kruisgeest zijn opgetreden.

Tevens heeft voornoemd Hoofdbestuur aan het herinneringskruis toegevoegd een gesp "Indonesië 1945-1950" voor hen, die in Rode Kruisdienst, dan wel in de geest van het Rode Kruis, werk daar te lande hebben verricht van de bevrijding tot aan de Soevereiniteitsoverdracht.

Ter kennis van de Koninklijke landmacht wordt gebracht, dat het aan personeel van de Koninklijke landmacht, waaraan bedoeld herinneringskruis is toegekend, is toegestaan dit herinneringskruis, eventueel met gesp, alsmede het lint van dit herinneringskruis, - zowel in als buiten dienst - op de uniform te dragen